# Plectropsyche hoogstraali
Plectropsyche hoogstraali är en nattsländeart som beskrevs av Ross 1947. Plectropsyche hoogstraali ingår i släktet Plectropsyche och familjen ryssjenattsländor. Inga underarter finns listade i Catalogue of Life.